# Badshahi-Moschee

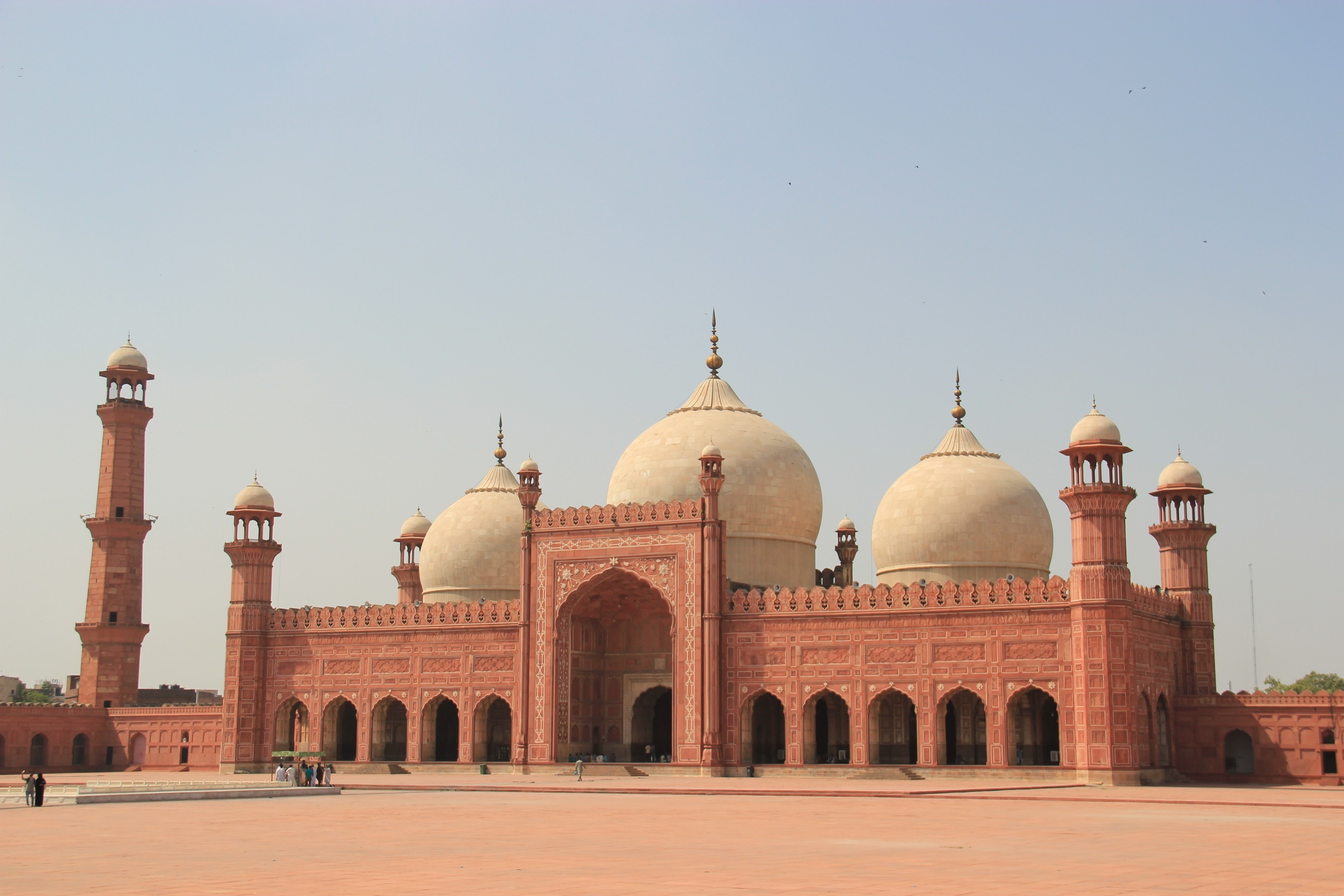
Badshahi-Moschee

Die Badshahi-Moschee (Urdu بادشاہی مسجد Badschahi Masdschid, deutsch ‚Kaiserliche Moschee‘) in Lahore ist die zweitgrößte Moschee Pakistans und eine der größten Moscheen der Welt. In den Jahren 1671 bis 1674 auf Anordnung von Großmogul Aurangzeb erbaut, gilt sie als eines der bedeutendsten Werke der indo-islamischen Sakralarchitektur der Mogulzeit.

## Lage
Die Badshahi-Moschee erhebt sich auf einer über Treppen zugänglichen Plattform in der Altstadt gegenüber dem von der UNESCO als Weltkulturerbe eingestuften Fort von Lahore.

## Geschichte

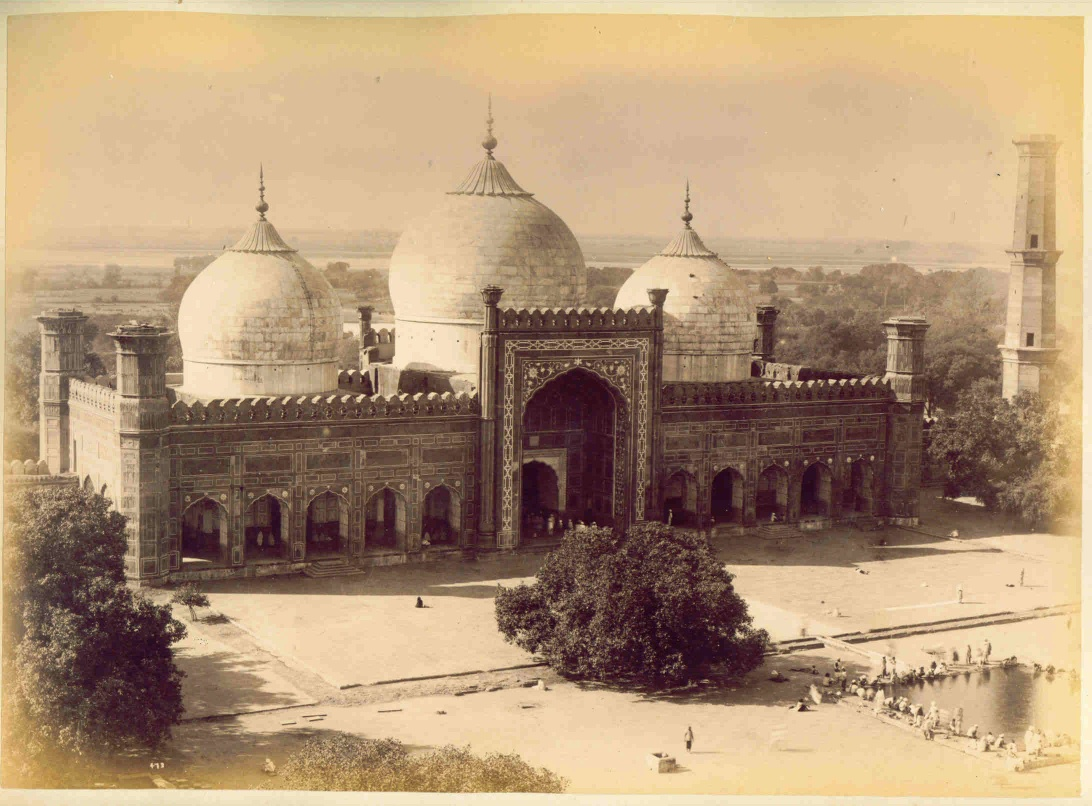
Badshahi-Moschee mit demontierten Minaretten (um 1880)

Lahore besaß – neben Delhi, Agra und Fatehpur Sikri – einen der vier Herrschaftspaläste der Mogulkaiser. Aurangzeb entschloss sich, auch diesen Ort mit einer repräsentativen Moschee auszustatten, doch überwachte er die Arbeiten nicht selbst, sondern überließ diese Aufgabe einem Beauftragten. Im Jahr 1799 wurde die Stadt vom Ranjit Singh, dem Anführer der aufständischen Sikhs eingenommen – dieser beschlagnahmte die Kultstätte und wandelte die äußere Umrandung des riesigen Moscheehofs in Pferdeställe um; andere Teile dienten als Waffenmagazine sowie als Lager- und Studierräume. Bereits vor oder aber während des Ersten Sikh-Kriegs (1845/46) wurden die Minarette der Moschee in Teilen niedergerissen um fortan als Plattformen für leichte Kanonen und Scharfschützen zu dienen. Im Jahr 1852 installierten die Briten die Badshahi Mosque Authority, welche die Restaurierung der Kultstätte übernehmen sollte, doch bis zum Jahr 1939 passierte in dieser Hinsicht nur wenig.
Anlässlich der 2. Islamischen Gipfelkonferenz in Lahore (1974) trafen die Führer der islamischen Staaten – darunter der pakistanische Staatspräsident Zulfikar Ali Bhutto, Libyens Staatsoberhaupt Muammar al-Gaddafi, König Faisal von Saudi-Arabien und der Palästinenserführer Jassir Arafat – zum gemeinsamen Gebet in der Badshahi-Moschee zusammen.

## Architektur

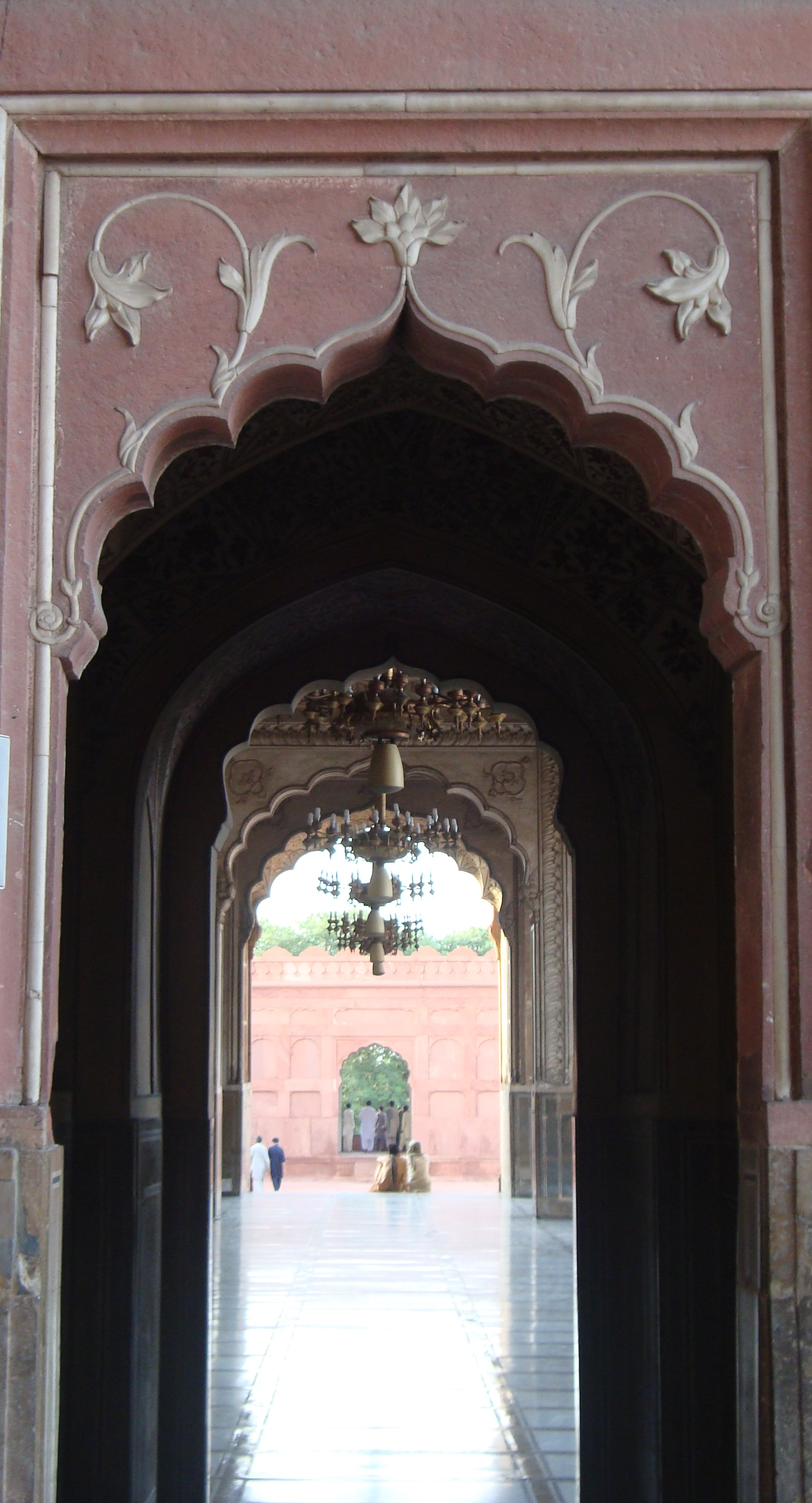
Durchgänge mit Vielpassbögen

### Hof
Die Badshahi-Moschee gehört zum in West-, Zentral- und Südasien weitverbreiteten Typus der Hofmoscheen; dies bedeutet, dass etwa 80 % der Gesamtfläche von einem Hof (sahn) eingenommen werden, in dessen Mitte sich ein Brunnenbecken für die vom Koran (Sure 5,6) vor dem Gebet vorgeschriebene kleine Waschung (Wudū') befindet. Auf dem quadratischen Hof mit einer Seitenlänge von jeweils etwa 150 m finden über 50.000 (andere sprechen gar von 90.000 oder 100.000) Gläubige Platz. Er ist von einer zinnenbekrönten Mauer umgeben, deren Ecken durch hohe Minarette betont werden.

### Moschee
Die Badshahi-Moschee ähnelt der zwei Jahrzehnte zuvor errichteten Jama Masjid in Delhi. Der Hauptbau liegt an der Südwestseite des Hofes und ist nach Mekka orientiert, das Eingangstor befindet sich gegenüber. Der Bau, dessen Eckpunkte durch vier niedrige, achteckige Minarette mit aufgesetzten Pavillons (chhatris) markiert sind, wird von drei weißen gebauchten Marmorkuppeln bekrönt, die mit umgedrehten Lotosblüten und vergoldeten Kugelstäben (jamur) abschließen. Die symmetrische Fassade aus rotem, mit Einlegearbeiten aus weißem Marmor versehenem Sandstein besteht aus einem hohen zentralen Iwan, an den sich zu beiden Seiten jeweils fünf kleinere Portale anschließen; die meisten Bögen sind als Vielpassbögen mit mittigem Kiel ausgebildet. Die Innenraumwände sind mit Blendnischen in Form von Gebetsteppichen geschmückt; Decken und Bögen sind von in Stuck ausgeführten vegetabilischen und geometrischen Ornamenten überzogen.

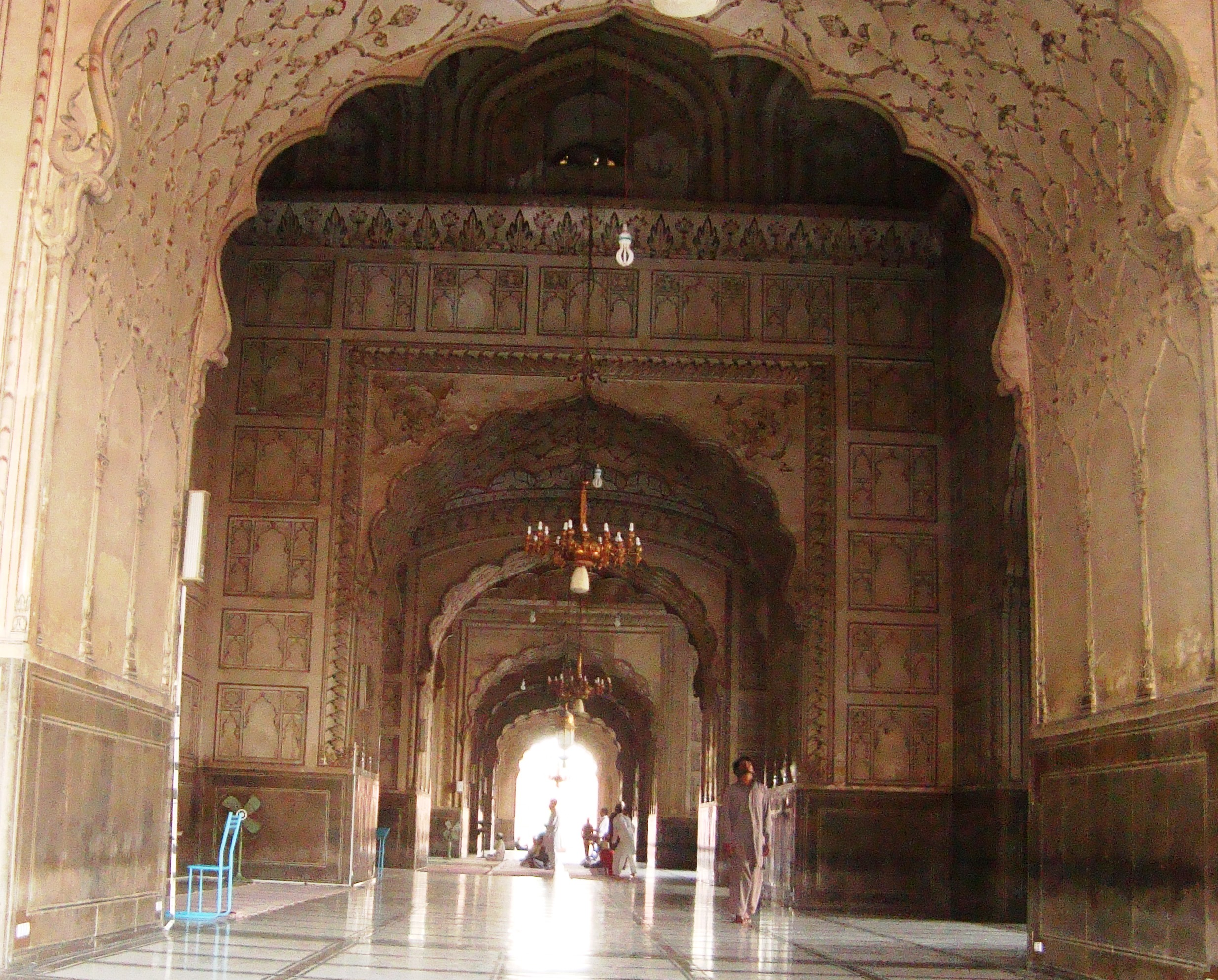
Raumflucht
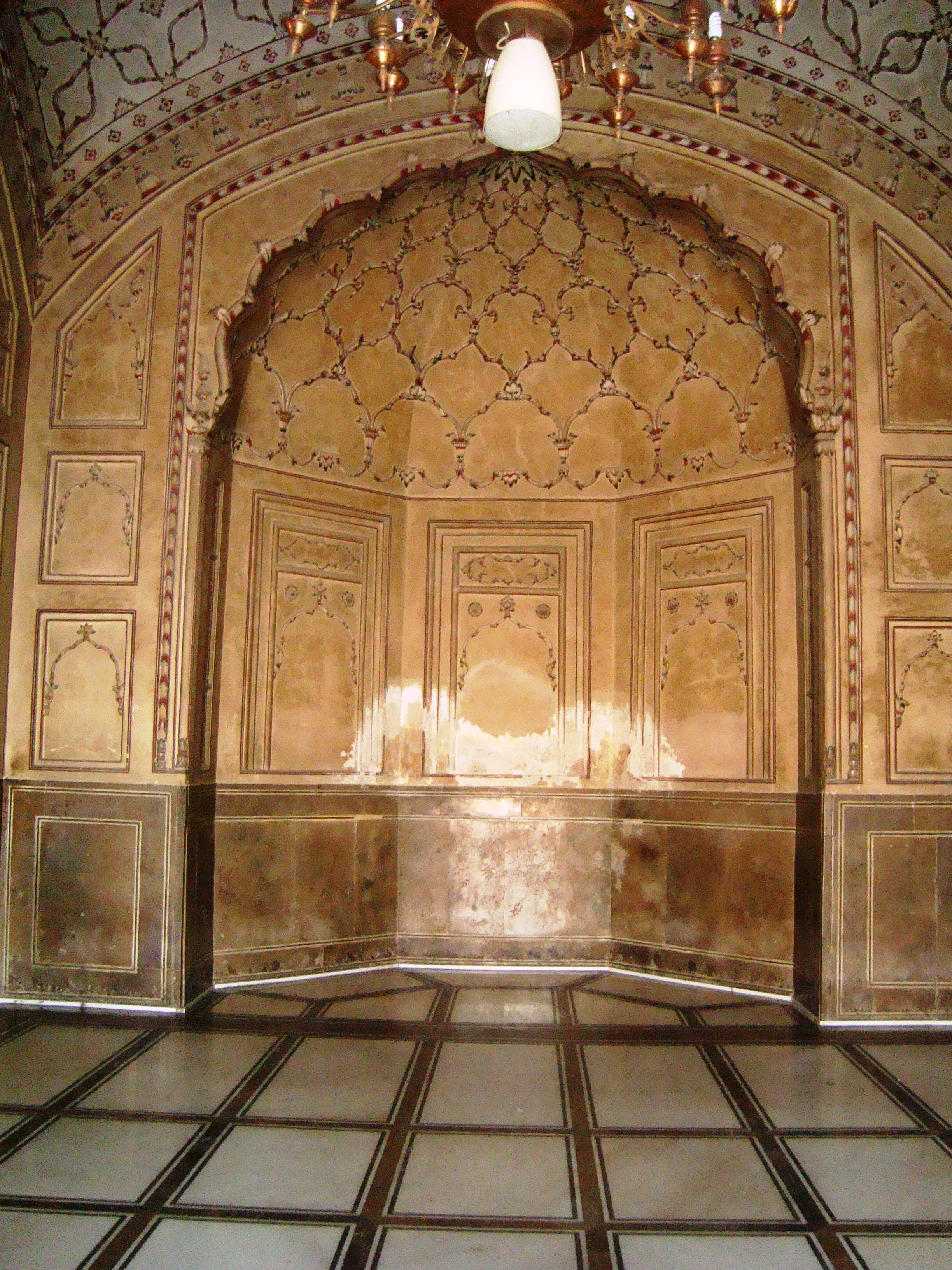
Mihrab-Nische
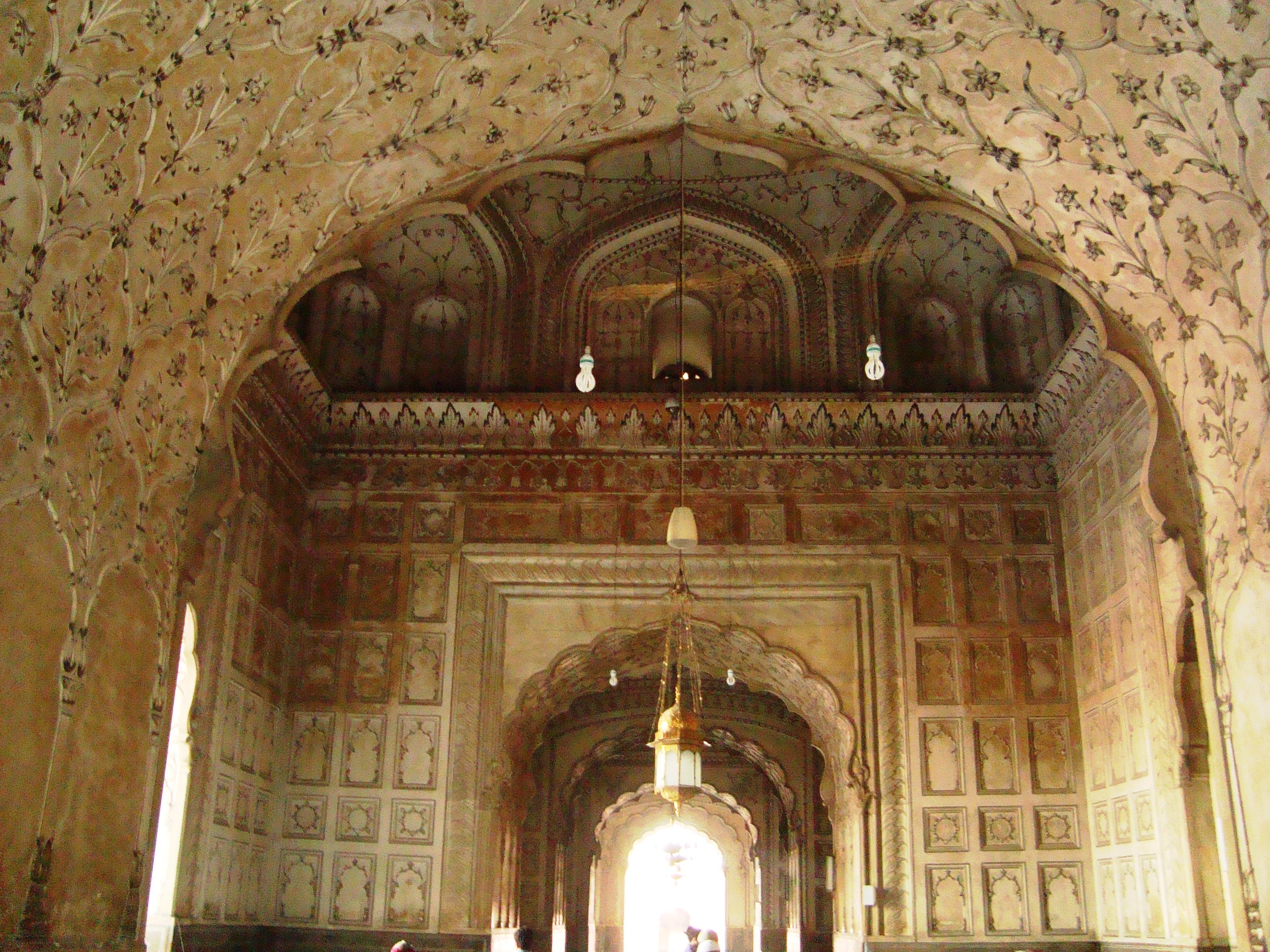
Raum vor der Mihrab-Nische
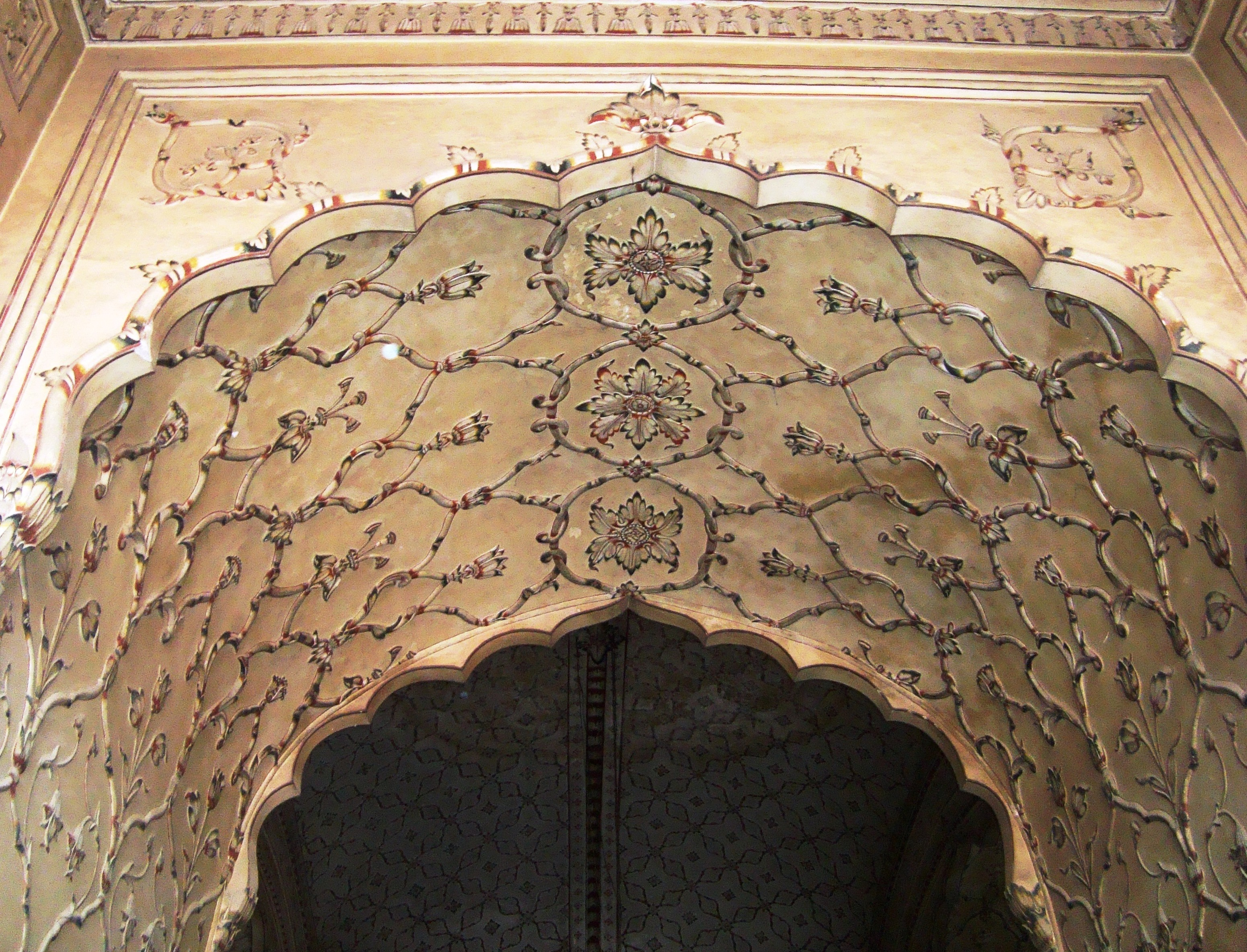
Bogenornamentik
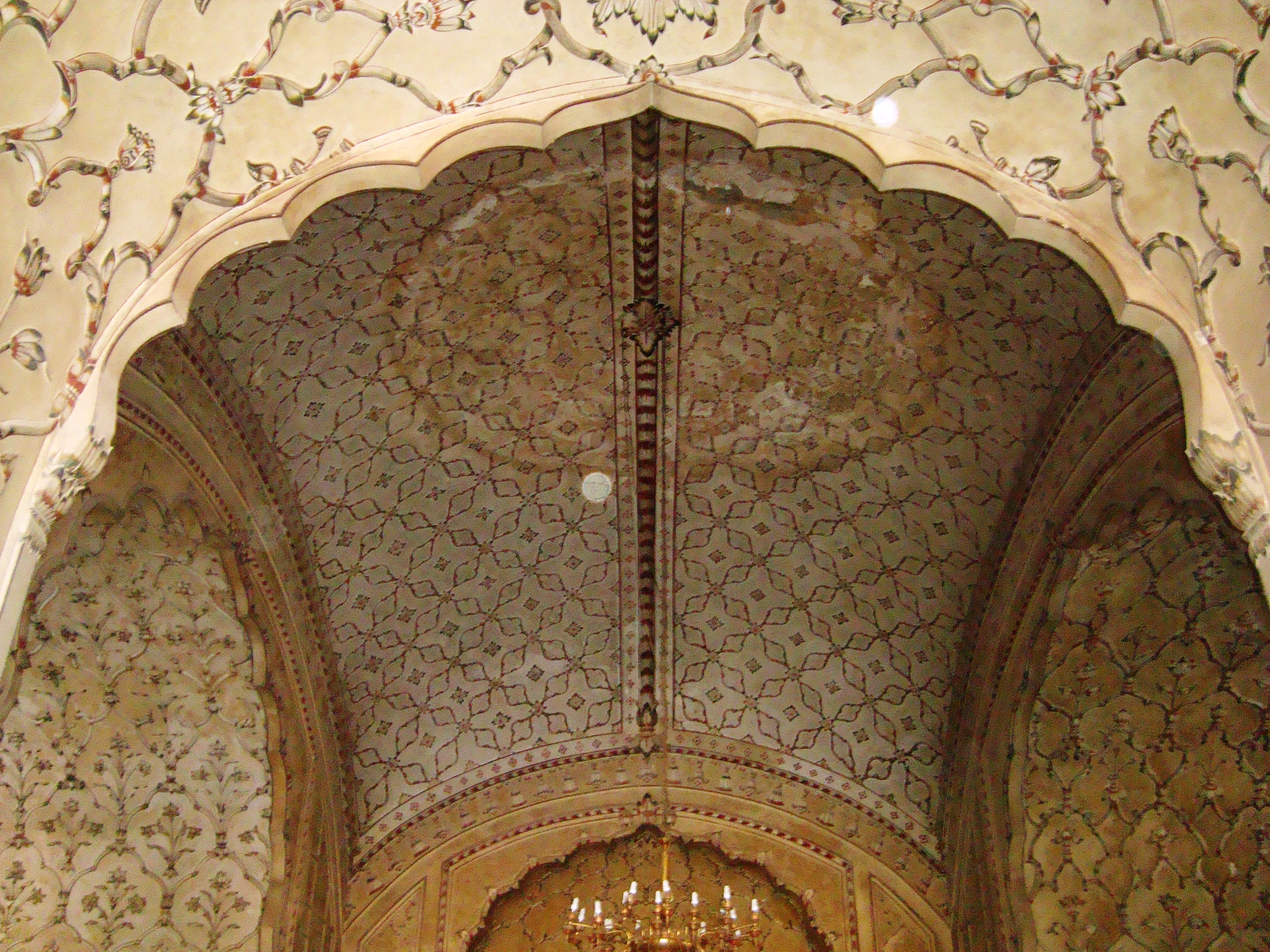
Ornamentik im Raum vor der Mihrab-Nische

## Museum
In der Nähe des Eingangs befindet sich außerdem ein kleines Museum, in denen Reliquien islamischer Heiliger zu besichtigen sind, wie zum Beispiel der Turban des Propheten Mohammed.